# 5-フィターゼ
5-フィターゼ(5-phytase,EC 3.1.3.72)は、以下の化学反応を触媒する酵素である。
ミオイノシトール六リン酸 + H2O = 1L-ミオイノシトール 1,2,3,4,6五リン酸 + リン酸
ミオイノシトール六リン酸は、フィチン酸としても知られている。
この酵素は加水分解酵素、特にリン酸モノエステル加水分解酵素に分類される。系統名はミオイノシトール六リン酸 5-ホスホヒドロラーゼ(myo-inositol-hexakisphosphate 5-phosphohydrolase)である。

## 普及
同定された数百のフィターゼのうち、5-フィターゼは2つだけが知られている。ユリの花粉由来のヒスチジン酸ホスファターゼとSelenomonas ruminantium subsp. lactilytica由来のチロシンホスファターゼ様フィターゼである。どちらもミオイノシトール六リン酸の5位のリン酸に特異的に作用する。

## 構造研究
2007年末時点で、ユリ花粉由来のフィターゼのみ三次構造が解明されている。蛋白質構造データバンクでのアクセスコードは、1U24、1U25、1U26、2B4O、2B4P及び2B4Uである。